# Софійська область
Софі́йська о́бласть (болг. Софийска област) — область в Південно-західному регіоні Болгарії. Межує на заході з Сербією. Площа — 7 059 км². Населення 256,14 тисяч чоловік (2008). Адміністративний центр — місто Софія.
Область утворена у 1987 році, до 1998 року займала площу 19,1 тисяч км² і включала в основному території колишніх Софійського, Пернікського, Кюстендильського і Благоєвградського округів.